# Artemida Efeska (Neapol)
Artemida Efeska (wł. Artemide Efesia) – posąg greckiej bogini Artemidy z II wieku znajdujący się w zbiorach Narodowego Muzeum Archeologicznego w Neapolu.
Posąg przedstawia kultowy wizerunek znany ze świątyni Artemidy w Efezie. Oryginał był wyrzeźbiony w hebanie, pokryty drogocennymi szatami i klejnotami, zmienianymi okresowo podczas uroczystych ceremonii.

## Historia
Statua Artemidy jest kopią z epoki Hadriana posągu kultycznego czczonego w sanktuarium w Efezie (jońskie miasto w Anatolii, obecna Turcja). Sztywno stojąca postawa wybrana przez twórcę świadczy o archaiczności formy przedstawienia. Bogini natury i dzikich zwierząt wyciąga do przodu ręce. Alabastrowa rzeźba datowana na II w. n.e. stanowiła część kolekcji Palazzo Farnese w Rzymie. Przed przewiezieniem kolekcji do Neapolu prace restauracyjne przeprowadzili Carlo Albacini i Giuseppe Valadier. W Neapolu od 1788 roku. Stanowi część zbioru Narodowego Muzeum Archeologicznego (nr inwentarzowy 6278).

## Opis
Głowę Artemidy zdobi okrągły nimb i nakrycie polos w kształcie wieży lub muru miejskiego. Bogini wyciąga do przodu ręce. Na piersi ma pektorał z rzeźbionymi znakami zodiaku: Lwa, Raka, Bliźniąt, Wagi i Strzelca oraz naszyjnik z żołędziami. Z przodu tułowia zwisają jej cztery rzędy piersi, symbol płodności, lub moszny zabijanych dla niej ofiarnych byków. Statua jest ozdobiona protomami: lwów, gryfów, koni, byków, pszczół, sfinksów i kwiatów. Rzeźba ma wysokość 130 cm. Głowa, ręce i stopy wykonane zostały z brązu. Według Pliniusza Starszego części ciała oryginalnej figury miały ciemną barwę, będąc wykonanymi z drewna hebanowego.